# 馬克·庫庫雷利亞
馬克·庫庫雷利亞·薩塞塔（1998年7月22日—）是一名西班牙加泰隆尼亞足球运动員，司職左後衛。现效力于英超俱樂部切尔西。

## 球會生涯
2006年加入西班牙人青訓營以前，庫庫雷利亞在地方球會阿萊利亞踢五人制足球。2012年轉投同城死敵巴塞隆納拉瑪西亞青訓營。2016年11月26日，仍在青年隊的庫庫雷利亞跳級被提拔進巴塞隆納B隊上演西丙首秀。
2017年10月24日，庫庫雷利亞在西班牙國王盃上演巴塞隆納一線隊首秀，替換左後衛盧卡斯·迪尼上場。
2018年夏季轉會窗，庫庫雷利亞被外借到埃瓦爾，為期一年，埃瓦爾有權在季尾選擇是否買斷庫庫雷利亞。
2019年7月1日埃瓦爾宣佈買斷庫庫雷利亞。不過，合約設有400萬歐元的回購條款。7月16日，巴塞隆納宣佈以回購條款（400萬歐元）回購庫庫雷利亞。7月18日，古古雷亞被外借到赫塔費。
2020年3月3日，赫塔費觸發了他以600萬歐元購買的条款。6月30日，俱樂部完全行使了購買選擇權。
2021年8月31日，庫庫雷利亞加盟英超俱乐部白禮頓，合同期为五年。
2022年8月5日，庫庫雷利亞与英超俱樂部切尔西签订了一份为期六年的合同。8月6日，他在英超联赛客场1-0战胜埃弗顿的比赛中以替补身份首次亮相。

## 國家隊生涯
庫庫雷利亞曾隨西班牙23岁以下代表队出戰2020年奧林匹克運動會足球比賽，並奪得银牌。
由于塞尔希奥·布斯克茨的COVID-19检测呈阳性，一些国家队球员被隔离，西班牙21岁以下国家队被征召参加2021年6月8日与立陶宛的国际友谊赛。在这场西班牙4-0获胜的比赛中，庫庫雷利亞首次為国家队登场并担任队长。
2024年6月，庫庫雷利亞入选西班牙队参加2024年德国舉行的欧洲國家盃。在西班牙队击败英格兰队的决赛中，庫庫雷利亞为米克尔·奥亚尔萨瓦尔的制胜球送上助攻。

## 榮譽

### 俱乐部
切尔西
- 欧洲协会联赛冠軍：2024–25年
- 俱乐部世界盃冠軍 ：2025

### 國家隊
西班牙U23
- 奧林匹克運動會足球比賽銀牌：2020年

 西班牙國家隊
- 歐洲國家盃：2024

### 個人
- 布萊頓2021/22賽季最佳球員

## 外部連結
- 足球数据库：馬克·庫庫雷利亞的球员统计数据
- Soccerway資料庫：馬克·庫庫雷利亞